# Albert F. Dawson
Albert Foster Dawson (ur. 26 stycznia 1872 w Spragueville, zm. 9 marca 1949 w pobliżu Cincinnati) – amerykański polityk, członek Partii Republikańskiej.

## Działalność polityczna
W okresie od 4 marca 1905 do 3 marca 1911 przez trzy kadencje był przedstawicielem 2. okręgu wyborczego w stanie Iowa w Izbie Reprezentantów Stanów Zjednoczonych.
Zmarł 9 marca 1949 w pociągu, który dojeżdżał do Cincinnati.